# Palais du vin
Le Palais du vin (en néerlandais : Wijnpaleis) est un ancien commerce de vin situé rue des Tanneurs, 58-62, à Bruxelles. Construit en 1909 et agrandi en 1919 pour la famille Brias, le CPAS en est propriétaire depuis 1996. Les bâtiments ont été classés en 2001 et rénovés entre 1998 et 2006. Les sgraffites ont été restaurés de manière remarquable.

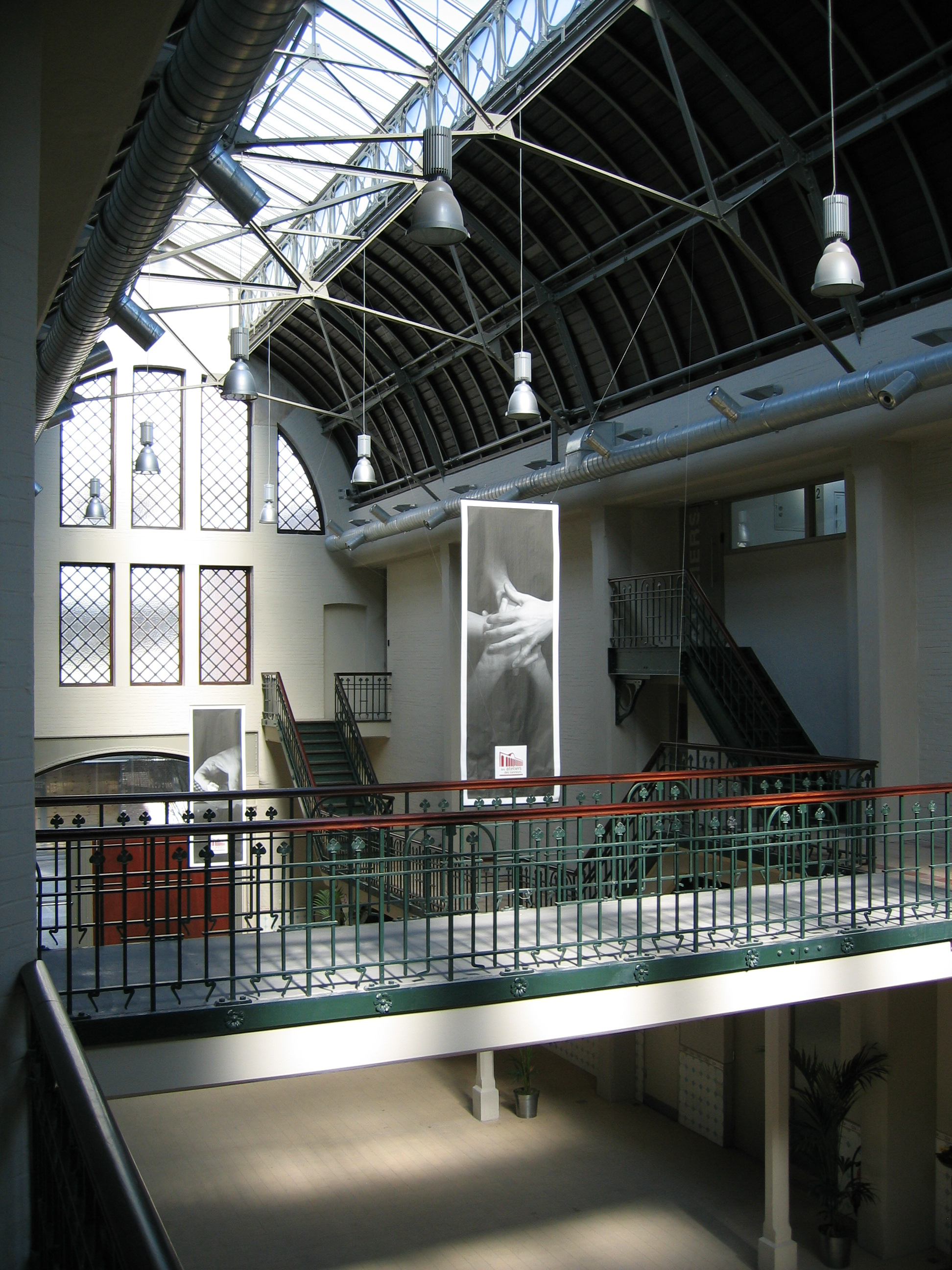
L'intérieur du bâtiment.